# Nunasjoki
Nunasjoki is een rivier die stroomt in de Finse gemeente Enontekiö in de regio Lapland. De rivier ontwatert het gebied rond de Nunasberg en het Nunasjärvi. Zij stroomt grotendeels zuidwaarts en belandt uiteindelijk in de Muonio. Ze maakt deel uit van het stroomgebied van de Torne. De rivier heeft moerassige oevers.
Afwatering: Nunasjoki → Muonio →  Torne → Botnische Golf